# اولویوکی
اولویوکی (سوئدی: Ule älv) یک رودخانه در شهرستان اولو، فنلاند است. در گویش قدیمی استروبوتنیا شمالی به معناب رود سیلابی است. اولویوکی به خلیج بوتنی می‌ریزد. بندر اولو در دهانه رودخانه قرار دارد.